# Blyazid
Blyazid, Pb(N3)2, är en explosiv och giftig kemisk förening. Ämnets höga specifika vikt bidrar till dess stora sprängkraft. Vid reaktion så friges 477 kJ per mol, d.v.s 477 kJ per 6,0221*1023 molekyler, något som kan jämföras med nitroglycerinets 360 kJ per mol.

## Användning
Ämnet används som primärsprängämne där en kraftfull primärenergi för initiering av annat explosivämne behövs. Blyazid, som är både stötkänslig och värmekänslig, förekommer bland annat i sprängkapslar för såväl civila som militära applikationer. Släktingen natriumazid ingår som komponent i krockkuddar.
Blyazid används ofta blandad med blytrinitroresorcinat i sprängkapslar för att få en säkrare tändningsprocess.

## Framställning
Tillverkningen av blyazid sker i vattenlösning genom dubbelreaktion mellan natriumazid och ett vattenlösligt blysalt, blynitrat eller blyacetat. Under gynnsamma omständigheter fälls blyaziden ut som mycket fina, vita kristaller. Tillverkningen är riskfylld då det lätt kan bildas stora kristaller av blyazid som kan självexplodera med våldsam kraft.